# Ko Willems
Jacobus Matheus „Ko” Willems (ur. 27 października 1900 w Amsterdamie, zm. 28 września 1983 tamże) – holenderski kolarz torowy i szosowy, złoty medalista olimpijski.

## Kariera
Największy sukces w karierze Ko Willems osiągnął w 1924 roku, kiedy zdobył złoty medal w wyścigu na 50 km podczas igrzysk olimpijskich w Antwerpii. W zawodach tych bezpośrednio wyprzedził dwóch Brytyjczyków: Cyrila Aldena oraz Harry'ego Wylda. Był to jedyny medal wywalczony przez Willemsa na międzynarodowej imprezie tej rangi. W 1925 roku przeszedł na zawodowstwo. Startował również w wyścigach szosowych, wygrywając między innymi kryteria w Oss i Oijen w 1934 roku. Nigdy nie zdobył medalu na szosowych ani torowych mistrzostwach świata.